# Капандю, Эрнест
Эрне́ст Капандю́ или Капендю́ (фр. Ernest Capendu; 1826 год, Париж — 1868 год, там же) — французский писатель, представитель массовой литературы.

## Творчество
Написанная Капандю совместно с Т. Барьером комедия Faux bonshommes (в вольном переводе П.А. Каратыгина — «Добрые люди с изнанки» ; премьера в театре «Водевиль», ноябрь 1856) снискала большой успех. Кроме пьес «Шершни» («Frélons», 1861), «Булавочный укол» («Coup d'épingle», 1863) и других написал большое количество романов, чаще всего на исторические темы. Как писал журналист Альбер Вольф, газеты буквально расхватывали его романы . Впрочем, другие обозреватели оценивали их художественные достоинства крайне низко . Наиболее известны:
- «Мадмуазель Разорительница» («Mademoiselle la Ruine», соавтор Ксавье де Монтепен, 1856).
- «Сад Прэ-Кателан» («Le Pré Catelan», 1858).
- «Маркоф из Сен-Мало» («Marcof le Malouin», 1858).
- «Капитан Ла Шенаж» («Le Capitaine La Chesnage», 1860).
- «Тайны Монте ди пьета» («Les Mystères du Mont de Piété», 1861).
- «Отель де Ниорр» («L’Hotel de Niorres», 1861).
- «Барабанщик 32-й полубригады» («Le tambour de la 32-e demi-brigade», 1862).
- «Рыцарь Курятника» («Le Chevalier du Poulailler», 1864).
- «Граф Сен-Жермен» («Le Comte de Saint-Germain», 1865).

### «Отель де Ниорр»
В пространном историко-приключенческом романе «L’Hotel de Niorres» ( в русском переводе 1875 года — «Отель де Ниорр» ), впервые опубликованном на страницах газеты «Le Journal pоur tous», не исключено влияние цикла произведений Понсона дю Террайля о Рокамболе . В то же время злодей Кампарини предвосхищает Фантомаса 

## Ранний уход
К концу жизни Капандю отличался странным поведением; превратил свою парижскую квартиру в оранжерею, где росли экзотические растения; облачался в богатый восточный наряд и тюрбан, а супругу заставлял одеваться одалиской .
Похоронен на кладбище Пер-Лашез (участок 75).

## Цитаты
- «Дела есть дела» (Les affaires sont les affaires; «Добрые люди с изнанки», 1856, действие III, явление 20)